# Universität der Wissenschaften Szeged
Die Universität Szeged (ungarisch Szegedi Tudományegyetem (SZTE)ⓘ) ist eine der größten Universitäten in Ungarn. Sie hat ihren Sitz in Szeged und wurde 1872 in Klausenburg (ungarisch Kolozsvár) gegründet. Die SZTE besteht zurzeit aus zwölf Fakultäten.

## Geschichte

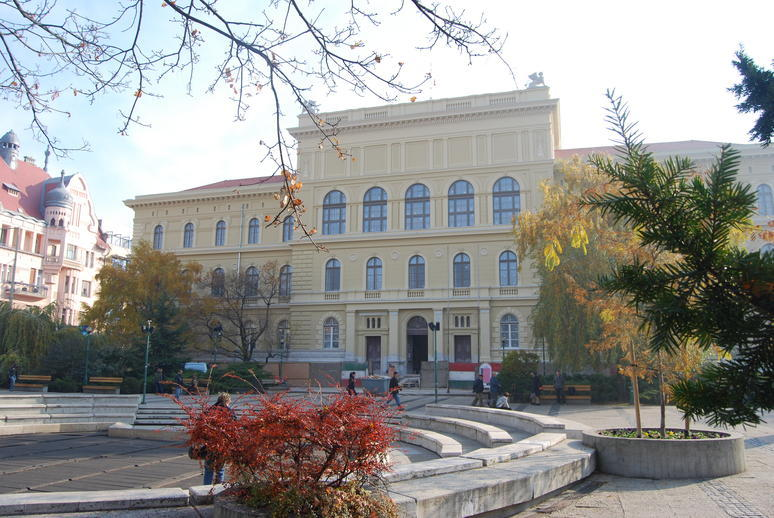
Zentrales Universitätsgebäude am Dugonics tér

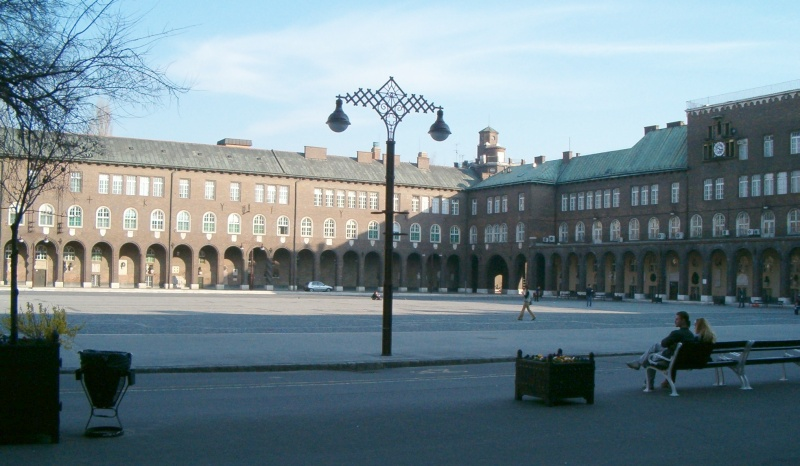
Dóm tér und das Pantheon

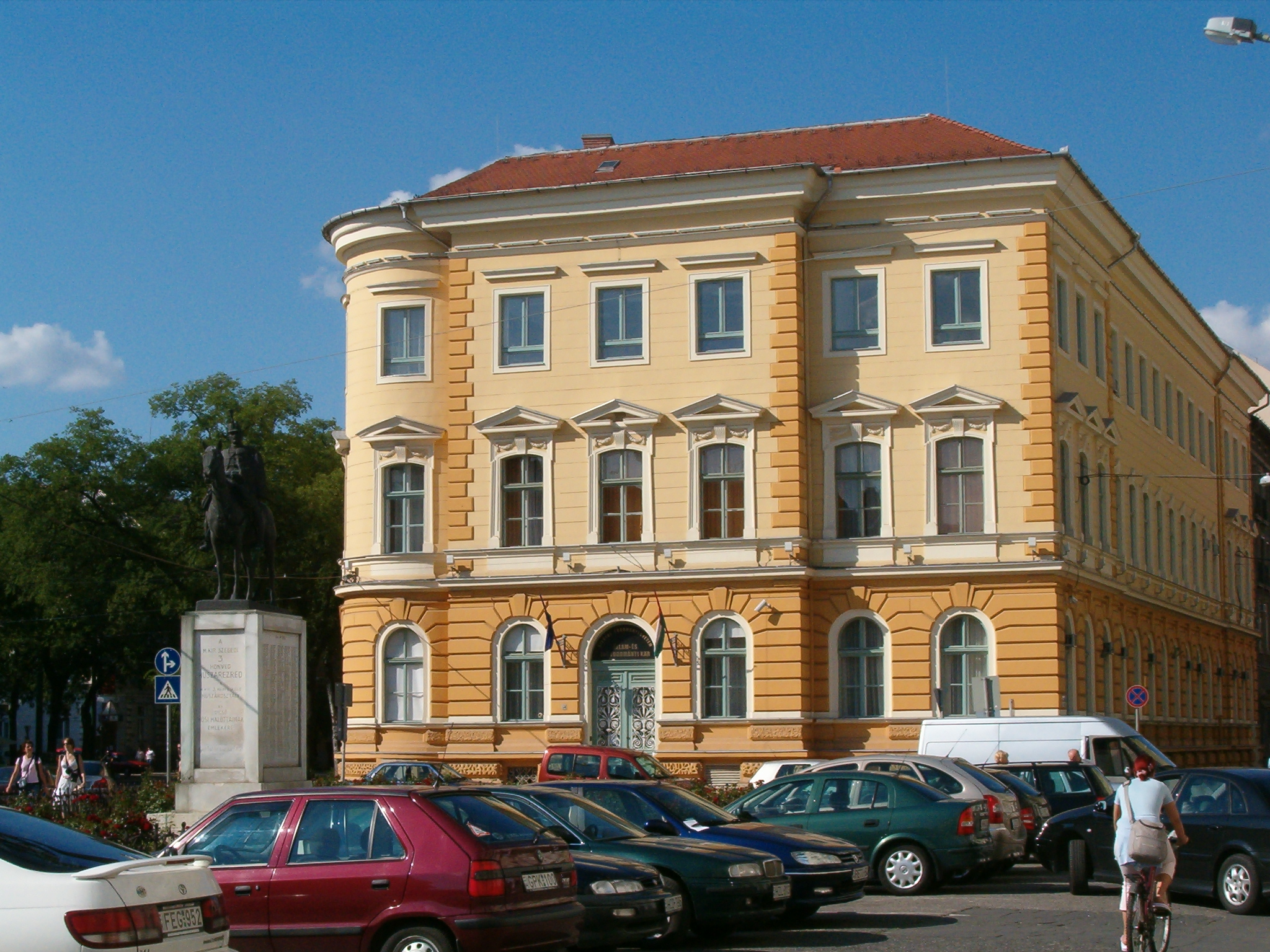
Juristische Fakultät

Die 1872 gegründete Universität Klausenburg in Siebenbürgen, mit der ausschließlichen Unterrichtssprache Ungarisch, wurde nach dem Ersten Weltkrieg nach der Abtretung Siebenbürgens an Rumänien gemäß den Bestimmungen des Vertrags von Trianon im Jahre 1921 nach Szeged verlegt. Nach der Rückgabe Nord-Siebenbürgens mit Klausenburg an Ungarn infolge des ersten Wiener Schiedsspruchs wanderte die Schule zurück nach Kolozsvár. Deswegen wurde eine neue Uni zwischen 1940 und 1945 als Universität Miklós Horthy in Szeged gegründet. Die medizinischen Fakultäten wurden 1957 schließlich von der Universität Szeged abgetrennt und als selbstständige Universität anerkannt. Zu Ehren ihres ehemaligen Professors, Rektors und Nobelpreisträgers Albert Szent-Györgyi wurde sie schließlich 1987 in Albert-Szent-Györgyi-Universität für Medizinische Wissenschaften umbenannt.
Der Universitätsbetrieb wurde am 1. Januar 2000 neu organisiert. 1999 verabschiedete das Parlament ein Gesetz über die Integration der Hochschulen, infolge dessen die Universität der Wissenschaften Szeged entstand. Diese umfasst die folgenden früheren Hochschuleinrichtungen: die Attila-József-Universität, die Medizinische Universität „Albert Szent-Györgyi“, die Pädagogische Hochschule „Gyula Juhász“, die Fachhochschule für Lebensmittelindustrie Szeged, die Fachhochschule für Landwirtschaft in Hódmezővásárhely und das Konservatorium.

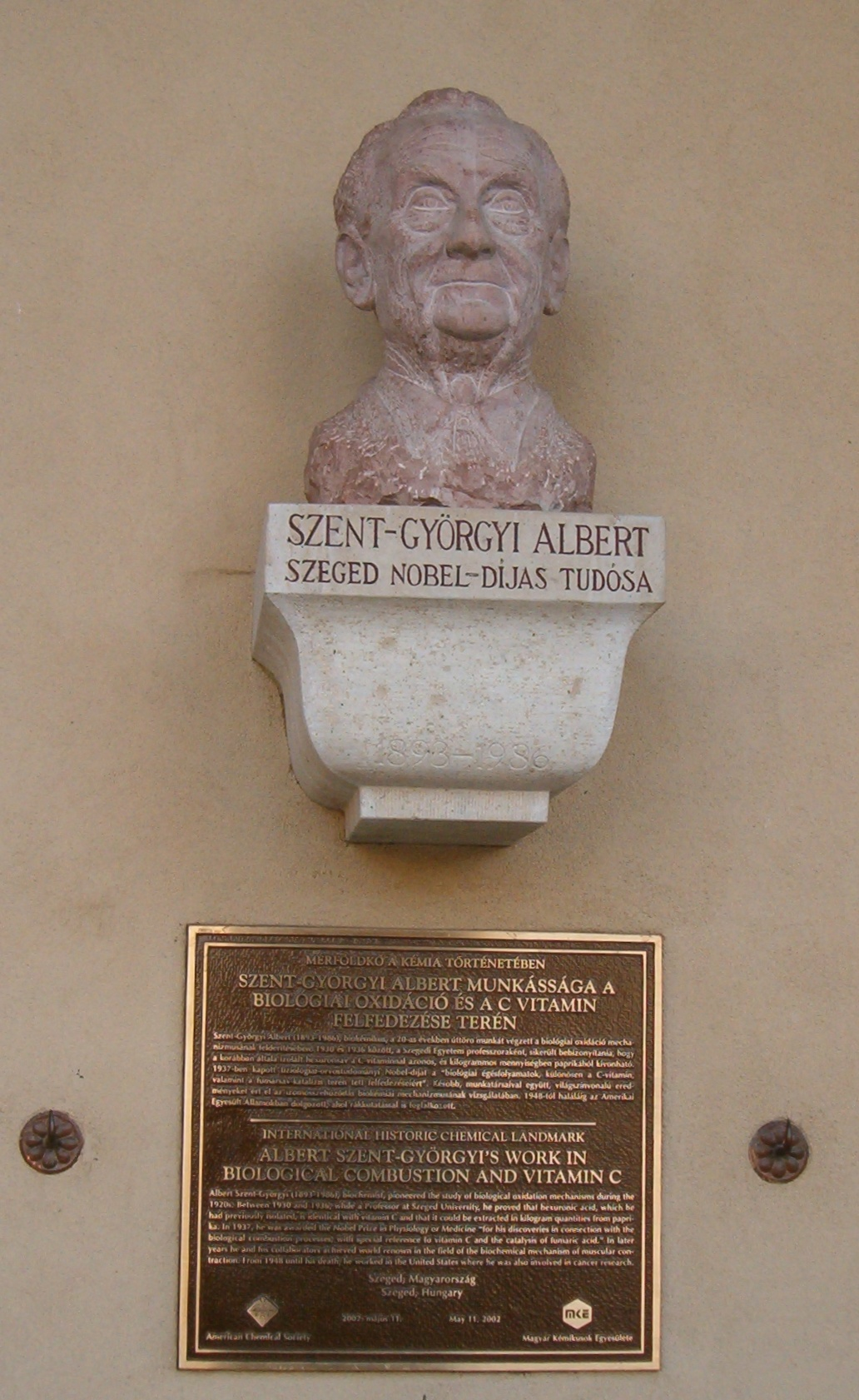
Albert von Szent-Györgyi Nagyrapolt Professor, Rektor und Nobelpreisträger in Pantheon

Das Medizinische und Pharmazeutische Albert-Szent-Györgyi-Zentrum besteht aus zwei Fakultäten – der Medizinischen Fakultät (mit einer Abteilung für Zahnmedizin) und der Fakultät für Pharmazie. Insgesamt verfügt es über 17 vorklinische und 17 klinische Abteilungen, 14 klinische und Forschungslaboratorien.
Die Hauptgebiete der Studien und Forschungsarbeiten richten sich in erster Linie auf die Neuroendokrinologie, die Immunologie, die Kreislaufforschung, Neurowissenschaften und die Gastroenterologie.
Eine fremdsprachige Ausbildung läuft unter anderem an den medizinischen und pharmakologischen Fakultäten in englischer und deutscher Sprache und an der juristischen Fakultät in deutscher und französischer Sprache.

### Geschichte in Zahlen
- 1872 – Gründung der Universität von Klausenburg (die spätere „Franz-Joseph-Universität“).
- 1921 – Die Franz-Joseph-Universität wird nach Szeged verlegt.
- 1951 – Der medizinische Teil wird abgetrennt und als eigenständige Universität etabliert.
- 1962 – Die Universität nimmt den Namen von Attila József an (JATE).
- 2000 – Neugliederung der einzelnen Institute zur Universität Szeged (SZTE).

### Namensgebung (ungarisch)
|   | Name                          | Ort       | Zeit        |
| - | ----------------------------- | --------- | ----------- |
| 1 | Kolozsvári Tudományegyetem    | Kolozsvár | (1872–1881) |
| 2 | Ferenc József Tudományegyetem | Kolozsvár | (1881–1919) |
| 3 | Ferenc József Tudományegyetem | Budapest  | (1919–1921) |
| 4 | Ferenc József Tudományegyetem | Szeged    | (1921–1940) |
| 5 | Ferenc József Tudományegyetem | Kolozsvár | (1940–1945) |
| 6 | Horthy Miklós Tudományegyetem | Szeged    | (1940–1945) |
| 7 | Szegedi Tudományegyetem       | Szeged    | (1945–1962) |
| 8 | József Attila Tudományegyetem | Szeged    | (1962–1999) |
| 9 | Szegedi Tudományegyetem       | Szeged    | (2000– )    |

## Fakultäten

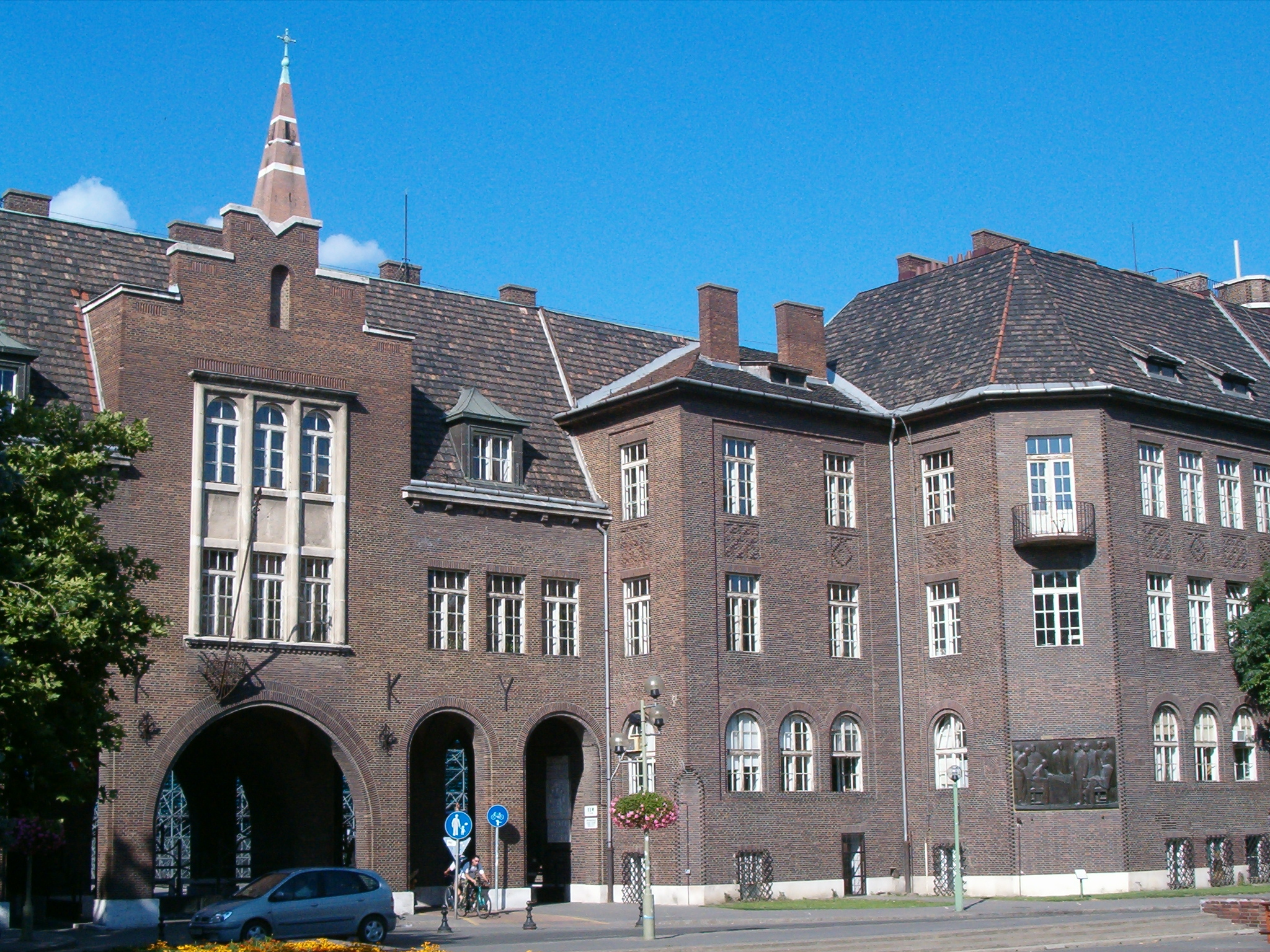
Naturwissenschaftliche Fakultät

Die SZTE besteht aus zwölf Fakultäten:
- Fakultät für Allgemeinmedizin
- Fakultät für Pharmazie
- Fakultät für Zahnmedizin
- Geisteswissenschaftliche Fakultät
- Hochschulfakultät für Gesundheitswesen
- Hochschulfakultät für Lebensmittelindustrie
- Hochschulfakultät für Lehrerausbildung „Gyula Juhász“
- Landwirtschaftliche Hochschulfakultät
- Musikkonservatorium
- Naturwissenschaftliche Fakultät
- Rechtswissenschaftliche Fakultät
- Wirtschaftswissenschaftliche Fakultät

## Bibliotheken

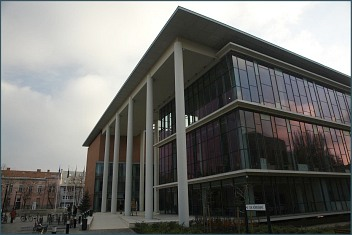
Zentrale Universitätsbibliothek (József Attila Tanulmányi és Információs Központ – JATIK)

- Die Zentrale Universitätsbibliothek (József Attila Universitätsbibliothek)

ist die größte Bibliothek Südungarns. Ihr Bestand an Büchern erstreckt sich auf mehr als eine Million Exemplare, die Studierenden, Lehrenden zur Verfügung stehen. Sie umfasst auch die medizinische Bibliothek der deutsch- und englischsprachigen Studiengänge. Ebenso sind historische Schriften Teil des Bestandes.

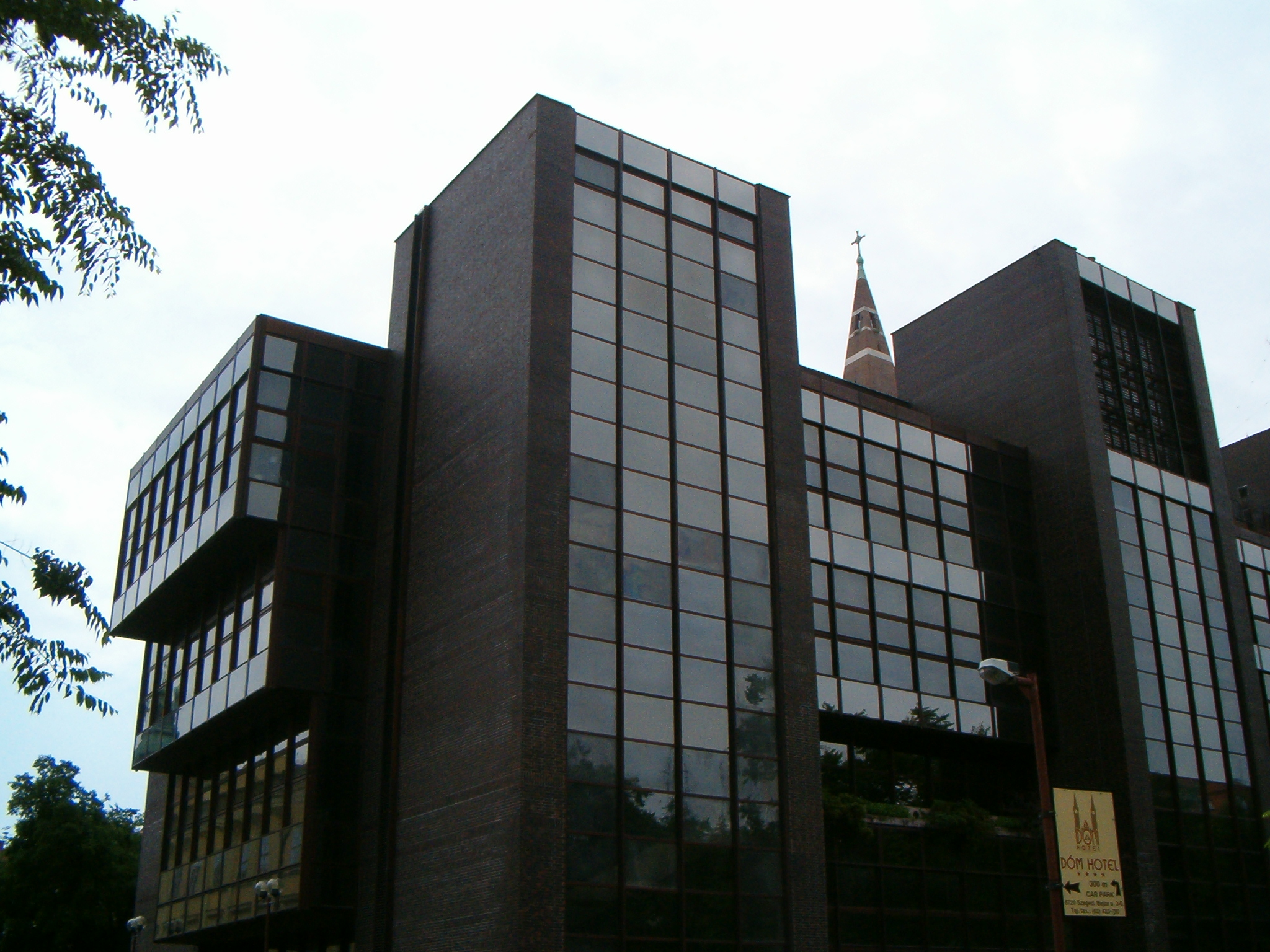
Die Somogyi-Bibliothek (Városi Somogyi Könyvtár – Bibliotheca Civitatis Szegedinensis de Carolo Somogyi nominata)

- Die Somogyi-Bibliothek ist die zentrale Stadtbibliothek. Sie sammelt nur Belletristik und Zeitschriften. Sie wird auch gern von Studierenden genutzt.[6]

### Acta Universitatis Szegediensis
- Acta Biologica Szegediensis
- Acta Climatologica
- Acta Cybernetica
- Acta Juridica et Politica
- Acta Scientiarum Mathematicarum
- Analysis Mathematica
- Electronic Journal of Qualitative Theory of Differential Equations
- Tiscia an Ecological Journal

## Persönlichkeiten
Professores
- Ottó Czúcz: Mitglied des Verfassungsgerichts vom Dezember 1998 bis zum Mai 2004. Sein Diplom erwarb er 1971 an der Staats- und Rechtswissenschaftlichen Fakultät der Universität JATE Szeged. 1974–1984 unterrichtete er an der Juristischen Fakultät der JATE.
- Karl Kerényi (1897–1973): hatte zeitweilig den Lehrstuhl für Altertumswissenschaften zu vertreten.

Alumni
- Mario Szenessy (1930–1976): ungarisch-deutscher Schriftsteller und Literaturkritiker.
- Katalin Karikó (1955): ungarische Biochemikerin; entwickelte molekulare Techniken für Impfung mit mRNA, Medizinnobelpreis 2023.

### Allgemeines zum Studium in Ungarn
- Studieren in Ungarn

### Studium in Szeged
- Homepage der Universität (teilweise auf Englisch)
- Informationen auf Deutsch
- Informationen für das Medizinstudium im deutschsprachigen Studiengang
- Szeged
- szote.com (website for the non-hungarian medical students in Szeged)

### Universitätslinks
- Universitätsbibliothek mit OPAC und Bücherkatalog
- Webradio – Universität Szeged
- Tiszaportál – Szegedi Egyetem Online
- Medizinisches Zentrum „Albert Szent-Györgyi“
- Hochschulfakultät für Lehrerausbildung „Gyula Juhász“
- Deutschsprachige Infoseite für Szeged – (Studium, Kultur, Veranstaltungen)

### Rankings
- Academic Ranking of World Universities
- Ranking Web of World Universities (webometrie)